# طواف إسبانيا 1966
طواف إسبانيا 1966 هو سباق دراجات هوائية أقيم بتاريخ 28 أبريل – 15 مايو، تكون السباق من 18 مرحلة وامتدّ لمسافة 2949.5 كم بسرعة 37.38 كم/س، استغرق السباق 78 ساعة 53 دقيقة 55 ثانية. فاز به الإسباني فرانثيسكو جابيكا.

## الترتيب
| م                     | الدرّاج           | البلد   | الزمن                     |
| --------------------- | ---------------- | ------- | ------------------------- |
| الفائز بالترتيب العام | فرانثيسكو جابيكا | إسبانيا | 78 ساعة 53 دقيقة 55 ثانية |